# گرینلند پولی سنتر
گرینلند پولی سنتر یک آسمان‌خراش در شهر جینان، شاندونگ چین است. ارتفاع این ساختمان به ۳۰۳ متر (۹۹۴ فوت) می‌رسد. ساخت و ساز آن در سال ۲۰۱۰ آغاز شد و در سال ۲۰۱۵ به پایان رسید. گرینلند پولی سنتر بلندترین ساختمان در جینان تا زمان تکمیل شهر مرکز مالی جینان A5-3 با ۳۳۳ متر (۱٬۰۹۳ فوت) ارتفاع در سال ۲۰۲۰ بود.